# Uncarina turicana
Uncarina turicana ist eine Pflanzenart aus der Gattung Uncarina in der Familie der Sesamgewächse (Pedaliaceae). Das Artepitheton geht auf den römischen Namen der Stadt Zürich, Turicum, zurück und wurde ausgewählt um die Verdienste der Stadt und einiger Zürcher Bürger beim Erhalt und der Erforschung der madagassischen Sukkulentenwelt zu würdigen.

## Beschreibung
Uncarina turicana wächst als kleiner Baum mit einer dicht verzweigten Krone, die aus dünnen Ästen besteht. Der Stammdurchmesser erreicht 30 Zentimeter und die Wuchshöhe bis 5 Meter. Die bis 14 Zentimeter breiten und 20 Zentimeter langen Blattspreiten sind fast ganzrandig oder besitzen bis zu 4 seitliche Zipfel. Die dunkelgrüne Blattoberseite ist locker mit einfachen Haaren und wenigen kurz gestielten Schleimdrüsen mit quadratischem Kopf besetzt. Auf der hellgrünen Unterseite befinden sich viele Schleimdrüsen, vor allem entlang der Nervenbahnen und einzelne Haare direkt auf den Bahnen.
Der Blütenstand besteht aus Cymen mit 1 bis 3 Einzelblüten, die keine dichten Büschel ausbilden. Die goldgelben Blüten besitzen einen dunkelroten Schlund. Die äußerlich rötlich gefärbte Blütenröhre wird etwa 5 Zentimeter lang.
Die seitlich stark zusammengedrückte Frucht ist in der Seitenansicht länglich und mit einem breit dreieckigem Schnabel versehen. Des Weiteren werden seitlich 2 Flügel, etwa 5 Zentimeter lang und 2,5 Zentimeter breit, ausgebildet. Es sind nur Hakenstacheln vorhanden. Sie stehen zu 7 bis 8 Stück in einer Reihe, werden bis 9 Millimeter lang und überragen den Schnabel nicht. Die verbreiteten Basen der Stacheln bilden einen etwa 2 Millimeter hohen Kamm aus. Es werden keine falschen Scheidewände ausgebildet. Die verkehrt eckig-eiförmigen Samen werden 7 Millimeter lang und 8 Millimeter breit und besitzen 2 Millimeter große Flügel.

## Verbreitung und Systematik
Uncarina turicana ist endemisch in Süd-Madagaskar, im Süd-Westen der Provinz Toliara, auf Kalkböden verbreitet. Die Art besitzt ein sehr kleines Verbreitungsgebiet und vereinigt viele Merkmale anderer Uncarina-Arten.
Die Art steht auf der Roten Liste der IUCN und gilt als vom Aussterben bedroht (Critically Endangered).
Die Erstbeschreibung der Art erfolgte 1999 durch John Jacob Lavranos in Kakteen und andere Sukkulenten.